# Agostinho Fortes Filho
Agostinho Fortes Filho (* 9. September 1901 in Rio de Janeiro; † 2. Mai 1966 ebenda) war ein brasilianischer Fußballnationalspieler.

## Laufbahn

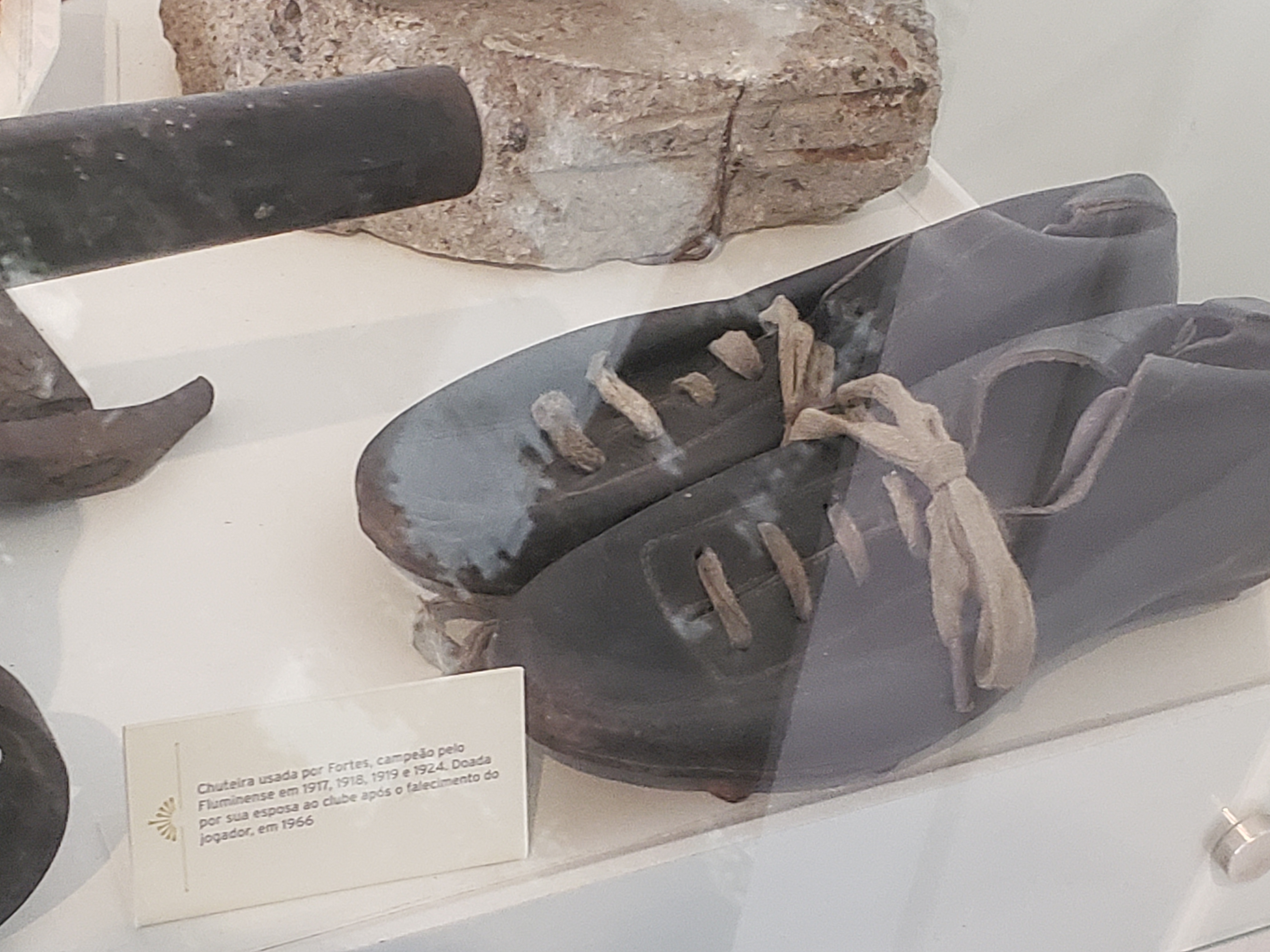
Fußballschuhe von Fortes, ausgestellt bei Fluminense

Fortes startete seine Laufbahn beim Fluminense FC aus Rio de Janeiro. Nach vier Jahren beim Palestra Itália in Belo Horizonte kehrte er zu Fluminense zurück und blieb dem Verein bis zu seinem Karriereende treu.
Bei der Copa América 1919 gab er als achtzehnjähriger sein Debüt in der Nationalmannschaft. Es schlossen sich weitere Einsätze im selben Wettbewerb an. Zeitweise trat er auch als Mannschaftsführer des Teams an. Er war auch Mitglied der Nationalmannschaft bei der ersten Fußball-Weltmeisterschaft 1930, kam hier aber zu keinem Einsatz.
Die nachstehenden Einsätze in der Nationalmannschaft sind nachgewiesen.
Offizielle Länderspiele
- 18. Mai 1919 gegen Argentinien, Ergebnis: 3:1
- 25. Mai 1919 gegen Uruguay, Ergebnis: 2:2
- 29. Mai 1919 gegen Uruguay, Ergebnis: 1:0
- 11. September 1920 gegen Chile, Ergebnis: 1:0
- 18. September 1920 gegen Uruguay, Ergebnis: 0:6
- 25. September 1920 gegen Argentinien, Ergebnis: 0:2
- 17. September 1922 gegen Chile, Ergebnis: 1:1 (Mannschaftsführer)
- 24. September 1922 gegen Paraguay, Ergebnis: 1:1 (Mannschaftsführer)
- 1.  Oktober 1922 gegen Uruguay, Ergebnis: 0:0 (Mannschaftsführer)
- 15. Oktober 1922 gegen Argentinien, Ergebnis: 2:0 (Mannschaftsführer)
- 22. Oktober 1922 gegen Paraguay, Ergebnis: 3:0
- 6.  Dezember 1925 gegen Paraguay, Ergebnis: 5:2 (Mannschaftsführer)
- 13. Dezember 1925 gegen Argentinien, Ergebnis: 1:4 (Mannschaftsführer)

Inoffizielle Spiele
- 10. Juli 1929 Ferencváros Budapest, Ergebnis: 2:0

## Erfolge
Flamengo
- Staatsmeisterschaft von Rio de Janeiro: 1917, 1918, 1919, 1924

Nationalmannschaft
- Copa América: 1919, 1922